# Hohenkrug
Hohenkrug (Hohekrug) ist ein Wohnplatz in der Gemeinde Lemgow im Landkreis Lüchow-Dannenberg in Niedersachsen. Er gehört zum Lemgower Ortsteil Predöhl.

## Geographische Lage
Hohenkrug liegt zwischen den Ortsteilen Predöhl im Norden und Volzendorf im Süden an der Brücke der Kreisstraße (K) 40 über den Lüchower Landgraben. Der Wohnplatz befindet sich 700 m südlich von Predöhl auf ungefähr 19 Meter über Normalnull (NN).

## Ortsbeschreibung
Urban Friedrich Christoph Manecke schrieb 1859 über Hohenkrug: „Hohekrug, ein Erbkrug unfern Predöl, dem die Brau- und Brennereigerechtigkeit anklebet.“ 1983 gab es einen landwirtschaftlichen Haupterwerbsbetrieb. In den Wohngebäuden lebten vor der Wiedervereinigung Zollbeamte. Im Jahre 2000 hatte die Siedlung 14 Einwohner.

## Belege
- Wolfgang Jürries, Bernd Wachter (Hrsg.): Wendland-Lexikon. Band 1, A–K. Verlagsgesellschaft Köhring & Co., Lüchow 2000, ISBN 3-926322-28-4, S. 314.